# Qal‘eh-ye Salmābād
Qal‘eh-ye Salmābād (persiska: سَهم آباد, سَلم آباد, قلعه سلم آباد, Sahmābād) är en ort i Iran.   Den ligger i provinsen Markazi, i den centrala delen av landet, 250 km sydväst om huvudstaden Teheran. Qal‘eh-ye Salmābād ligger 1 772 meter över havet och antalet invånare är 197.
Terrängen runt Qal‘eh-ye Salmābād är varierad.Runt Qal‘eh-ye Salmābād är det ganska tätbefolkat, med 54 invånare per kvadratkilometer. Närmaste större samhälle är Tūreh, 19,7 km söder om Qal‘eh-ye Salmābād. Trakten runt Qal‘eh-ye Salmābād består i huvudsak av gräsmarker.